# Ría de Corme y Lage
La ría de Corme y Lage, también llamada ría de Corme o ría de Lage (en gallego ría de Corme e Laxe), es una de las rías gallegas situada en la provincia de La Coruña (España), entre la ría de La Coruña (al norte) y la ría de Camariñas (al sur). Forma parte de la Costa de la Muerte.
Está formada por la desembocadura del río Allones. Sus aguas bañan los municipios de Cabana de Bergantiños, Lage y Puenteceso. Dándole su nombre el pueblo de Corme, puerto pesquero del municipio de Puenteceso, y el pueblo de Lage, capital del municipio homónimo.